# Coppa dei Caraibi 1996
La Coppa dei Caraibi 1996 (Shell Caribbean Cup 1996) fu la quattordicesima edizione della Coppa dei Caraibi (l'ottava con la nuova denominazione), competizione calcistica per nazione organizzata dalla CFU. La competizione si svolse a Trinidad e Tobago dal 24 maggio al 7 giugno 1996 e vide la partecipazione di otto squadre: Cuba, Haiti, Giamaica, Martinica, Saint Kitts e Nevis, Saint Vincent e Grenadine, Suriname e Trinidad e Tobago. Il torneo valse anche come qualificazione per la CONCACAF Gold Cup 1998.
La CFU organizzò questa competizione come CFU Championship dal 1978 al 1988; dal 1989 al 1990 sotto il nome di Caribbean Championship; dall'edizione del 1991 a quella del 1998 cambiò nome e divenne Shell Caribbean Cup; le edizioni del 1999 e del 2001 si chiamarono Caribbean Nations Cup; mentre dal 2005 al 2014 la competizione si chiamò Digicel Caribbean Cup; nell'edizione del 2017 il suo nome è stato Scotibank Caribbean Cup.

## Formula
- Qualificazioni

Trinidad e Tobago (come paese ospitante e campione in carica) è qualificato automaticamente alla fase finale. Rimangono 19 squadre, divise in sette gruppi di qualificazioni (cinque gruppi composti da tre squadre e due gruppi composti da due squadre). Un gruppo gioca partite di sola andata, la prima classificata si qualifica alla fase finale; gli altri sei gruppi giocano playoff di sola andata, le vincenti si qualificano alla fase finale.
- Fase finale

Fase a gruppi - 8 squadre, divise in due gruppi da quattro squadre. Giocano partite di sola andata, le prime due classificate si qualificano alle seminfinali.
Fase a eliminazione diretta - 4 squadre, giocano partite di sola andata. La vincente si laurea campione CFU. La vincente si qualifica alla fase finale della CONCACAF Gold Cup 1998.

## Squadre partecipanti
| Pr. | Squadra                   | Data di qualificazione certa | Partecipante in quanto                                         | Partecipazioni precedenti al torneo                                         | Ultima presenza            |
| --- | ------------------------- | ---------------------------- | -------------------------------------------------------------- | --------------------------------------------------------------------------- | -------------------------- |
| 1   | Trinidad e Tobago         | -                            | Rappresentativa della nazione organizzatrice della fase finale | 12 (1978, 1979, 1981, 1983, 1988, 1989, 1990, 1991, 1992, 1993, 1994, 1995) | Isole Cayman-Giamaica 1995 |
| 2   | Saint Kitts e Nevis       | 31 marzo 1996                | Vincente del Gruppo 2 della fase finale di qualificazione      | 1 (1993)                                                                    | Giamaica 1993              |
| 3   | Cuba                      | 26 aprile 1996               | Vincente del Gruppo 4 della fase finale di qualificazione      | 3 (1991, 1992, 1995)                                                        | Isole Cayman-Giamaica 1995 |
| 4   | Giamaica                  | 28 aprile 1996               | Vincente del Gruppo 5 della fase finale di qualificazione      | 5 (1990, 1991, 1992, 1993, 1995)                                            | Isole Cayman-Giamaica 1995 |
| 5   | Haiti                     | 28 aprile 1996               | Vincente del Gruppo 3 della fase finale di qualificazione      | 3 (1978, 1979, 1994)                                                        | Trinidad e Tobago 1994     |
| 6   | Martinica                 | 28 aprile 1996               | Vincente del Gruppo 5 della fase finale di qualificazione      | 8 (1983, 1985, 1988, 1990, 1991, 1992, 1993, 1994)                          | Trinidad e Tobago 1994     |
| 7   | Saint Vincent e Grenadine | 28 aprile 1996               | Vincente del Gruppo 1 della fase finale di qualificazione      | 7 (1979, 1981, 1989, 1990, 1992, 1993, 1995)                                | Isole Cayman-Giamaica 1995 |
| 8   | Suriname                  | 5 maggio 1996                | Vincente del Gruppo 7 della fase finale di qualificazione      | 5 (1978, 1979, 1985, 1992, 1994)                                            | Trinidad e Tobago 1994     |

Nella sezione "partecipazioni precedenti al torneo", le date in grassetto indicano che la nazione ha vinto quella edizione del torneo, mentre le date in corsivo indicano la nazione ospitante.

## Fase finale

### Fase a gruppi

#### Gruppo A
| Port of Spain 24 maggio 1996                        | Trinidad e Tobago | 1 – 0 | Giamaica | Hasely Crawford Stadium (5.000 spett.) |
| \| \| \| \| \| Latapy 32’ (rig.) \| Marcatori \| \| |                   |       |          |                                        |
|                                                     |                   |       |          |                                        |
| Latapy 32’ (rig.)                                   | Marcatori         |       |          |                                        |

| Palo Seco 26 maggio 1996                                                        | Giamaica  | 4 – 1     | Saint Kitts e Nevis | Industry Park |
| \| \| \| \| \| Wright 21’ Davis 61’ 72’ Palmer 87’ \| Marcatori \| 89’ Gumbs \| |           |           |                     |               |
|                                                                                 |           |           |                     |               |
| Wright 21’ Davis 61’ 72’ Palmer 87’                                             | Marcatori | 89’ Gumbs |                     |               |

| Palo Seco 26 maggio 1996                                     | Trinidad e Tobago | 3 – 0 | Suriname | Industry Park |
| \| \| \| \| \| Latapy 58’ 61’ Rougier 88’ \| Marcatori \| \| |                   |       |          |               |
|                                                              |                   |       |          |               |
| Latapy 58’ 61’ Rougier 88’                                   | Marcatori         |       |          |               |

| Port of Spain 28 maggio 1996                                               | Suriname  | 3 – 1    | Giamaica | Hasely Crawford Stadium (7.000 spett.) |
| \| \| \| \| \| Riedwald 6’ (rig.) Boyce 7’ 44’ \| Marcatori \| 45’ Lowe \| |           |          |          |                                        |
|                                                                            |           |          |          |                                        |
| Riedwald 6’ (rig.) Boyce 7’ 44’                                            | Marcatori | 45’ Lowe |          |                                        |

| Port of Spain 28 maggio 1996                                                              | Trinidad e Tobago | 5 – 1       | Saint Kitts e Nevis | Hasely Crawford Stadium (7.000 spett.) |
| \| \| \| \| \| Latapy 21’ 29’ 80’ Marcelle 45’ Dwarika 81’ \| Marcatori \| 79’ Bedford \| |                   |             |                     |                                        |
|                                                                                           |                   |             |                     |                                        |
| Latapy 21’ 29’ 80’ Marcelle 45’ Dwarika 81’                                               | Marcatori         | 79’ Bedford |                     |                                        |

| Port of Spain 30 maggio 1996                            | Saint Kitts e Nevis | 1 – 1       | Suriname | Hasely Crawford Stadium (2.000 spett.) |
| \| \| \| \| \| Riley 72’ \| Marcatori \| 54’ Kajansi \| |                     |             |          |                                        |
|                                                         |                     |             |          |                                        |
| Riley 72’                                               | Marcatori           | 54’ Kajansi |          |                                        |

| Pos | Squadra             | P.ti | G | V | N | P | GF | GS | DR |
| --- | ------------------- | ---- | - | - | - | - | -- | -- | -- |
| 1   | Trinidad e Tobago   | 9    | 3 | 3 | 0 | 0 | 9  | 1  | +8 |
| 2   | Suriname            | 4    | 3 | 1 | 1 | 1 | 4  | 5  | -1 |
| 3   | Giamaica            | 3    | 3 | 1 | 0 | 2 | 5  | 5  | 0  |
| 4   | Saint Kitts e Nevis | 1    | 3 | 0 | 1 | 2 | 3  | 10 | -7 |

Trinidad e Tobago e Suriname qualificati alle semifinali.

#### Gruppo B
| San Fernando 25 maggio 1996                                              | Cuba      | 2 – 0 | Saint Vincent e Grenadine | Manny Ramjohn Stadium (2.500 spett.) |
| \| \| \| \| \| Sebrango Rodríguez 48’ Zayas Loyoa 59’ \| Marcatori \| \| |           |       |                           |                                      |
|                                                                          |           |       |                           |                                      |
| Sebrango Rodríguez 48’ Zayas Loyoa 59’                                   | Marcatori |       |                           |                                      |

| San Fernando 25 maggio 1996                           | Martinica | 1 – 0 | Haiti | Manny Ramjohn Stadium (1.500 spett.) |
| \| \| \| \| \| Nazaire Sorbert 53’ \| Marcatori \| \| |           |       |       |                                      |
|                                                       |           |       |       |                                      |
| Nazaire Sorbert 53’                                   | Marcatori |       |       |                                      |

| San Fernando 27 maggio 1996                                          | Haiti     | 2 – 2               | Saint Vincent e Grenadine | Manny Ramjohn Stadium |
| \| \| \| \| \| Pierre 50’ 56’ \| Marcatori \| 80’ 89’ Hendrickson \| |           |                     |                           |                       |
|                                                                      |           |                     |                           |                       |
| Pierre 50’ 56’                                                       | Marcatori | 80’ 89’ Hendrickson |                           |                       |

| San Fernando 27 maggio 1996                    | Cuba      | 1 – 0 | Martinica | Manny Ramjohn Stadium |
| \| \| \| \| \| Dalcourt 71’ \| Marcatori \| \| |           |       |           |                       |
|                                                |           |       |           |                       |
| Dalcourt 71’                                   | Marcatori |       |           |                       |

| Arima 29 maggio 1996                                     | Martinica | 3 – 0 | Saint Vincent e Grenadine | Malabar Stadium (1.000 spett.) |
| \| \| \| \| \| Valide 3’ Reno 23’ 34’ \| Marcatori \| \| |           |       |                           |                                |
|                                                          |           |       |                           |                                |
| Valide 3’ Reno 23’ 34’                                   | Marcatori |       |                           |                                |

| Arima 29 maggio 1996 | Cuba | 0 – 0 | Haiti | Malabar Stadium (3.000 spett.) |

| Pos | Squadra                   | P.ti | G | V | N | P | GF | GS | DR |
| --- | ------------------------- | ---- | - | - | - | - | -- | -- | -- |
| 1   | Cuba                      | 7    | 3 | 2 | 1 | 0 | 3  | 0  | +3 |
| 2   | Martinica                 | 6    | 3 | 2 | 0 | 1 | 4  | 1  | +3 |
| 3   | Haiti                     | 2    | 3 | 0 | 2 | 1 | 2  | 3  | -1 |
| 4   | Saint Vincent e Grenadine | 1    | 3 | 0 | 1 | 2 | 2  | 7  | -5 |

Cuba e Martinica qualificati alle semifinali.

### Fase a eliminazione diretta

#### Tabellone
|  | Semifinali        | Semifinali        | Semifinali |      |                   | Finale            | Finale          | Finale          |  |
|  |                   |                   |            |      |                   |                   |                 |                 |  |
|  | Trinidad e Tobago | Trinidad e Tobago | 2          |      |                   |                   |                 |                 |  |
|  | Trinidad e Tobago | Trinidad e Tobago | 2          |      |                   |                   |                 |                 |  |
|  | Martinica         | Martinica         | 1          |      |                   |                   |                 |                 |  |
|  | Martinica         | Martinica         | 1          |      | Trinidad e Tobago | Trinidad e Tobago | 2               |                 |  |
|  |                   |                   |            |      | Trinidad e Tobago | Trinidad e Tobago | 2               |                 |  |
|  |                   |                   | Cuba       | Cuba | 0                 |                   |                 |                 |  |
|  | Cuba              | Cuba              | Cuba       | Cuba | 0                 | 4                 |                 |                 |  |
|  | Cuba              | Cuba              |            |      |                   | 4                 |                 |                 |  |
|  | Suriname          | Suriname          | 0          |      |                   | Finale 3º posto   | Finale 3º posto | Finale 3º posto |  |
|  | Suriname          | Suriname          | 0          |      |                   |                   |                 |                 |  |
|  |                   |                   |            |      |                   |                   |                 |                 |  |
|  |                   |                   |            |      |                   | Martinica         | Martinica       | 1 (3)           |  |
|  |                   |                   |            |      |                   | Martinica         | Martinica       | 1 (3)           |  |
|  |                   |                   |            |      |                   | Suriname          | Suriname        | 1 (2)           |  |

#### Semifinali
| Port of Spain 2 giugno 1996                                     | Trinidad e Tobago | 2 – 1 (d.t.s.) | Martinica | Hasely Crawford Stadium (11.000 spett.) |
| \| \| \| \| \| John 90’ 117’ (gg) \| Marcatori \| 88’ Carole \| |                   |                |           |                                         |
|                                                                 |                   |                |           |                                         |
| John 90’ 117’ (gg)                                              | Marcatori         | 88’ Carole     |           |                                         |

| Port of Spain 3 giugno 1996                                               | Cuba      | 4 – 0 | Suriname | Hasely Crawford Stadium |
| \| \| \| \| \| Martínez 35’ 55’ Font 75’ Sotolongo 83’ \| Marcatori \| \| |           |       |          |                         |
|                                                                           |           |       |          |                         |
| Martínez 35’ 55’ Font 75’ Sotolongo 83’                                   | Marcatori |       |          |                         |

#### Finale 3º posto
| Port of Spain 5 giugno 1996                                                               | Martinica            | 1 – 1 (d.t.s.) | Suriname | Hasely Crawford Stadium (2.000 spett.) |
| \| \| \| \| \| Reno 48’ \| Marcatori \| 76’ Riedewald \| \| \| Tiri di rigore 3 – 2 \| \| |                      |                |          |                                        |
|                                                                                           |                      |                |          |                                        |
| Reno 48’                                                                                  | Marcatori            | 76’ Riedewald  |          |                                        |
|                                                                                           | Tiri di rigore 3 – 2 |                |          |                                        |

#### Finale
| Port of Spain 7 giugno 1996                     | Trinidad e Tobago | 2 – 0 | Cuba | Hasely Crawford Stadium |
| \| \| \| \| \| Dwarika Nixon \| Marcatori \| \| |                   |       |      |                         |
|                                                 |                   |       |      |                         |
| Dwarika Nixon                                   | Marcatori         |       |      |                         |

Trinidad e Tobago si qualifica per la CONCACAF Gold Cup 1998, Cuba accede al playoff della zona Caraibi per la CONCACAF Gold Cup 1998 contro Saint Kitts e Nevis (finalista della Coppa dei Caraibi 1997).

## Statistiche

### Classifica marcatori
6 reti
- Neil Latapy

3 reti
- Roldolphe Reno

2 reti
- Humberto Martínez
- Paul Davis
- Golman Pierre
- Wini Boyce
- Ezra Hendrickson

- Marcel Riedwald
- Arnold Dwarika
- Stern John

1 rete
- Lázaro Dalcourt
- Font
- Eduardo Sebrango Rodríguez
- Julio Diaz Sotolongo
- Carlos Zayas Loyoa
- Wayne Palmer
- Onandi Lowe

- Hector Wright
- Philibert Carole
- Fred Nazaire Sorbert
- Mariel Valide
- Larrymore Bedford
- Keith Gumbs
- Alexander Riley
- Benny Kajansi
- Clint Marcelle
- Jerren Nixon
- Anthony Rougier